# UFC 115
UFC 115: Liddell vs. Franklin foi o quarto evento de artes marciais mistas realizado pela Ultimate Fighting Championship no Canadá e pela primeira vez na cidade de Vancouver, British Columbia. As edições anteriores foram o UFC 83, UFC 97 e UFC 113.

## Bônus da Noite
Lutadores foram premiados com um bonûs de $85.000.
- Luta da Noite:  Carlos Condit vs  Rory MacDonald
- Nocaute da Noite:  Rich Franklin
- Finalização da Noite:  Mirko Filipović